# 快中子增殖反应堆

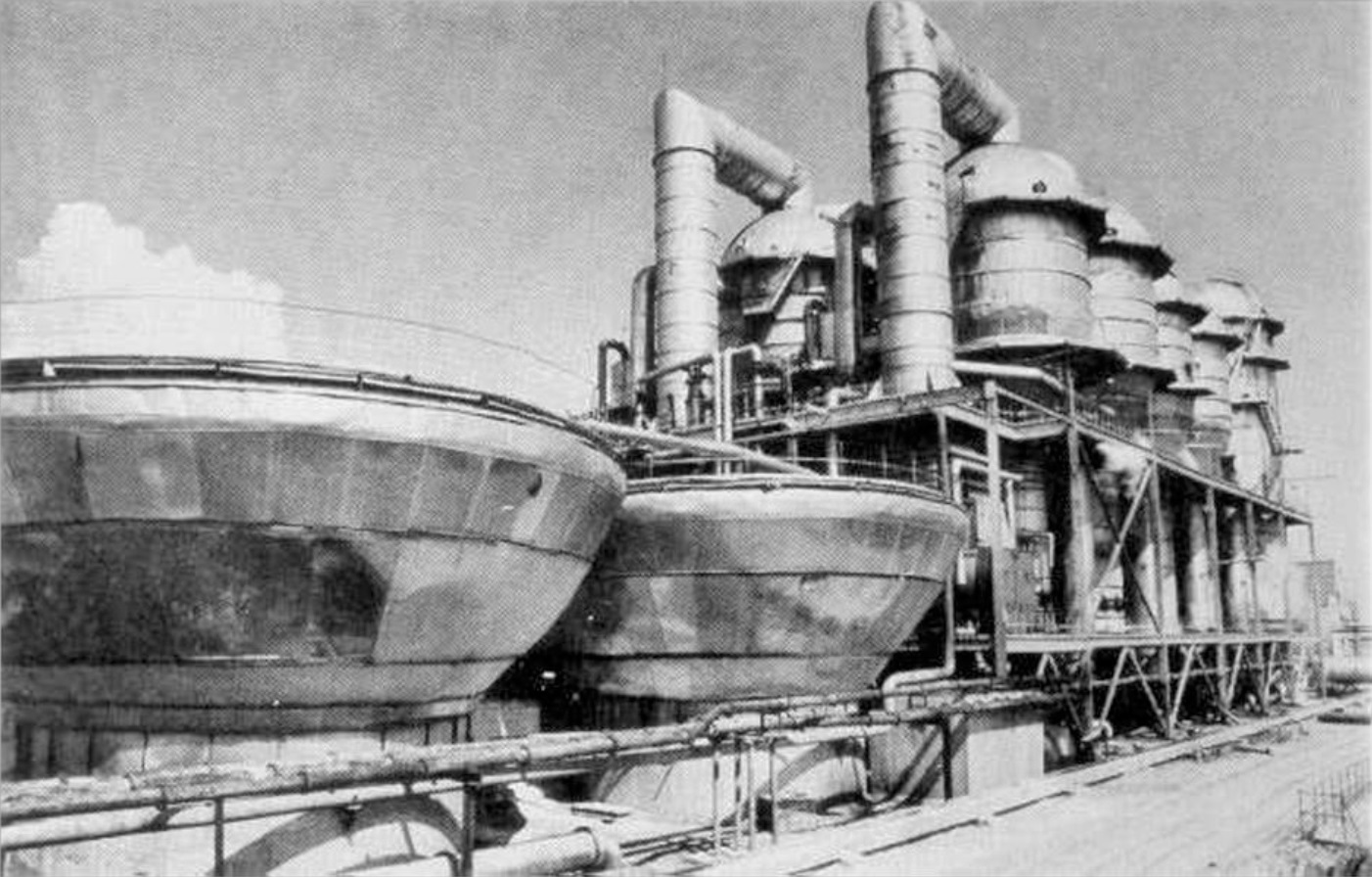
前蘇聯BN350實驗反應器

快滋生反應器原理圖

快中子增殖反應堆（Fast breeder reactor），或稱快中子滋生反應堆、快滋生反應堆、快堆等，是一種核子反應器，核燃料和一顆快中子在核分裂後產生更多的中子，且利用增殖性材料吸收快中子後形成可裂变物质，產生的燃料多於消耗的燃料。另外也有利用熱中子進行滋生反應的「熱滋生反應器」。

## 原理
核燃料中包含两种成份，一种是如铀-235、钚-239等容易产生分裂的同位素，称为“可裂变物质”，另一种是如铀-238等的，捕捉到一个中子后可以转变为相对应的可裂变物质，因此称为“增殖性材料”，如铀-238可转变为钚-239，钍-232可转变为铀-233。
核燃料进行裂变反应时，每次的裂变会产生2到3个中子，如果反应器的核裂变都将由快中子所诱发，这类的反应器就称为快中子反应器。快中子有的会逃出核心、被其它材料吸收或被燃料本身吸收，若能有至少一个中子能再诱发分裂，核反应就能持续下去，形成鏈反應。而在反应器中，可裂变物质一方面因分裂而消耗，另一方面却因增殖性材料捕获中子变为可裂变物质而增加，若增加的速度快过消耗的速度，这种反应器就称为滋生反应器。
由于快中子反应器的中子未經任何核反應就離開爐心比例较大，因此爐心外围會包上一层由增殖性材料组成的围包（blanker）。增殖性材料吸收由核心逃離出来的中子後，轉變為可裂變物質，可蒐集作為下一座快中子反應器的核燃料。由於是將原本不足以進行連鎖反應的材料變成可以使用的材料，因此有增加鈾礦利用率100倍的可能性，對於核燃料有限的問題有很大的幫助。但是製造出來的核燃料也可被用於製造核武器，因此快滋生反應器的研發是有疑慮的。
另一方面，需尽量增加每个中子诱发分裂而释放出来的中子数（称为η值），理论上至少要达到2，若中子没有消耗，则其中一个用于诱发下一个核分裂，另一个则被增殖性材料吸收，这样可裂变物质增加的速度才能刚好等于消耗速度，由此可知滋生反应器的η值必须大于2。以铀-235、钚-239和铀-233等做为可裂变物质的η值，在快中子反应器中分别为2.10、2.45和2.31，且铀-238也是含量最多的铀同位素，故大部分發展快中子增殖反應堆的國家都以钚-239为可裂变物质，以铀-238为增殖性材料。只有蘇聯是用20-30%的鈾-235作為可裂變物質

。

## 歷史
快中子增殖反應器的想法始於第二次世界大戰的原子彈計畫。戰爭結束後的二十年間，蘇聯、英國、法國、德國、日本和印度跟隨美國的腳步研發快中子增殖反應器。大部分國家都使用液態鈉或鈉鉀合金作為冷卻劑，即鈉冷快中子反應爐，發電原理和壓水反應爐相似，都是冷卻劑從反應爐帶出熱能，經過蒸氣產生器產生蒸氣驅動渦輪機和發電機產生電力。但和壓水反應爐不同的是，鈉冷快中子反應爐的冷卻劑的溫度控制在883℃（鈉的沸點），壓力也不需要太高。但鈉冷快中子反應爐遇到最大的問題是鈉極易和空氣與水產生激烈反應，幾乎所有的鈉冷快中子反應爐都遇過冷卻劑洩漏引起火災的事件。而且維護一個含有大量液態鈉的反應器困難且耗時，因此建好的鈉冷快中子反應爐大部分的時間都在停機維修。目前美國、英國、法國和德國都已停止研發快中子增殖反應器，只有印度、俄羅斯和中國等國家仍有研發的计划。
世界上主要的實驗性或是示範性快中子增殖反應爐：
| 反应堆                           | 國家          | （百萬瓦特電能） | （百萬瓦特熱能） | 運轉時間          |
| -------------------------------- | ------------- | ---------------- | ---------------- | ----------------- |
| FBTR                             | 印度          |                  | 40               | 1985-             |
| PFBR                             | 印度          | 500              |                  | 建造中            |
| 常陽機（常陽）                       | 日本          |                  | 140              | 1977-(目前停機中) |
| 文殊機（もんじゅ）                       | 日本          | 280              |                  | 1991-2016         |
| BR-5                             | 苏联 / 俄羅斯 | 5                |                  | 1959-2004         |
| BOR-60                           | 苏联 / 俄羅斯 | 12               |                  | 1969-             |
| BN-350                           | 苏联 /        | 350              |                  | 1972-1999         |
| BN-600                           | 苏联 / 俄羅斯 | 600              |                  | 1980-             |
| BN-800                           | 俄羅斯        | 800              |                  | 2016-             |
| DFR                              | 英国          | 15               |                  | 1959-1977         |
| PFR                              | 英国          | 250              |                  | 1974-1994         |
| EBR-I                            | 美国          | 0.2              |                  | 1951-1963         |
| EBR-II                           | 美国          | 20               |                  | 1963-1994         |
| Fermi 1                          | 美国          | 66               |                  | 1963-1972         |
| SEFOR                            | 美国          |                  | 20               | 1969-1972         |
| 快中子通量试验设施反应堆（FFTF） | 美国          |                  | 400              | 1980-1993         |
| 中国实验快堆（FFTF）             | 中国          | 20               | 65               | 2011-             |

## 鈉冷快中子反應爐
第四代反應爐之一。早在數十年前，當時美、蘇、英、法、日等核能工業較先進國家已進行快滋生反應爐之先導型研究與發展；但儘管快滋生反應有其誘人之處，卻不可諱言其複雜的設計與控制，許多技術問題尚待解決。過去運轉之快滋生反應爐大都為小型實驗爐或大型展示爐（蘇俄BN-600除外），尚無實際建造過大型商轉之快滋生反應爐。此外，2006年以前，國際原料鈾價格長期偏低，核能產業沒有大舉研發及投資發展快滋生反應爐的迫切性，致快滋生反應爐發展緩慢，研發進度遲延了很長一段時間。

優點
- 反應爐內無需維持高壓。
- 液態鈉熱焓高，反應爐功率密度高。

技術瓶頸
- 建造成本很高。
- 鈉接觸空氣會迅速氧化。
- 鈉接觸水或空氣會迅速燃燒爆炸。
- 目前世界上液態鈉快滋生反應爐皆失敗於鈉洩漏之燃燒。

## 液態鉛(鉛/鉍)快滋生反應爐
第四代反應爐之一。
優點
- 鉛/鉍比鈉有更小的中子吸收截面。
- 可設計為裝置容量1200MWe等級的大型核電廠 。
- 非常長的更換燃料週期。
- 反應爐內無需維持高壓。
- 液態鉛熱焓高，反應爐功率密度高。

技術瓶頸
- 鉛融點為327℃，不容易液化，故必須刻意保持在液化狀態。
- 鉛蒸汽有劇毒，運轉人員的安全堪慮。
- 建造成本较其他反应堆更高。
- 鉛密度较大，质量可能大于其他反应堆，在抗地震方面有疑慮。
- 鉛接觸空氣會氧化，化學特性會改變。

## 另見
- 核武
- 日本核研究